# مقد خرد (الشحر)
'

تعديل مصدري - تعديل

مقد خرد هي إحدى قرى عزلة الشحر بمديرية الشحر التابعة لمحافظة حضرموت، بلغ تعداد سكانها 125 نسمة حسب تعداد اليمن لعام 2004.